# Samuel Wragg Ferguson

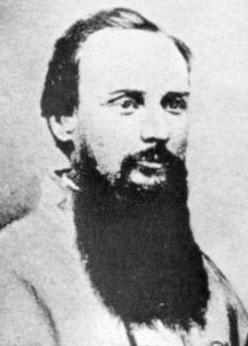
Samuel Wragg Ferguson

Samuel Wragg Ferguson (* 3. November 1834 in Charleston, South Carolina; † 3. Februar 1917 in Jackson, Mississippi) war ein Brigadegeneral des konföderierten Heeres im Sezessionskrieg.

## Biografie
Nach dem Schulbesuch besuchte Ferguson die Militärakademie in West Point, New York und schloss das Studium 1857 ab. Im Anschluss nahm er zwischen Mai 1857 und Juli 1858 am Utah-Krieg teil und schied 1861 als Leutnant aus dem US-Heer aus.
Zu Beginn des Sezessionskrieges trat er in das konföderierte Heer ein und wurde Adjutant im Stab von General Pierre Gustave Toutant Beauregard. Ferguson nahm an der Schlacht von Shiloh im April 1862 und der ersten Schlacht um Corinth von April bis Mai 1862 teil. In der Folgezeit war er in Vicksburg und Ditchley eingesetzt und erlitt mehrere Verwundungen, ehe er im Februar 1863 wieder seinen Dienst in Mississippi antreten konnte. Ferguson diente während des Bürgerkrieges im 5. South Carolina Kavallerieregiment sowie als Oberstleutnant und stellvertretender Kommandeur im 28. Mississippi Kavallerieregiment. Im Juli 1863 wurde er zum Brigadegeneral befördert und griff mit seinen Einheiten am 24. Februar 1864 Truppenteile von General William T. Sherman östlich von Pearl River an.
Nach dem Ende des Krieges studierte er Rechtswissenschaft und war nach der anwaltlichen Zulassung als Rechtsanwalt in Mississippi tätig, ehe er 1876 Präsident der US-Kommission für den Mississippi (US Board of Mississippi River Commissions) wurde. Darüber hinaus war er Schatzmeister und Sekretär der Deichbehörde für den Mississippi. Während dieser Zeit kam es zum Mississippi Levee Board Scandal bei dem 1894 das Abhandenkommen von 20.000 bis 40.000 US-Dollar aus dem Haushalt der Behörde festgestellt wurde. Nach dem Skandal verließ Ferguson die USA und lebte mehrere Jahre als Bauingenieur in Ecuador, ehe er im Alter seinen Wohnsitz in Jackson nahm.